# Corps parfait
En mathématiques et plus particulièrement en algèbre dans le contexte de la théorie de Galois, un corps parfait est un corps commutatif dont toutes les extensions algébriques sont séparables.
Les corps parfaits sont utiles pour la théorie de Galois, car les théorèmes fondateurs, comme le théorème de l'élément primitif ou le théorème fondamental de la théorie de Galois utilisent dans les hypothèses le fait que l'extension considérée est séparable.
Les corps parfaits sont relativement fréquents, en effet, tout corps de caractéristique nulle (comme ceux des nombres rationnels, des nombres réels ou des nombres complexes) est parfait. C'est aussi le cas des corps finis.

## Définition
- Un corps est dit parfait si toutes ses extensions algébriques sont séparables.

Soit K un corps et L une extension algébrique de K. Dire que l'extension est séparable signifie que tout polynôme minimal sur K d'un élément de L est séparable, c’est-à-dire n'admet aucune racine multiple dans sa clôture algébrique. On peut donc reformuler la définition en :
- Un corps K est dit parfait si tout polynôme irréductible de K[X] est séparable.

## Exemples
- Tout corps fini est parfait (cf le paragraphe propriétés).

- Tout corps de caractéristique nulle est parfait (cf le paragraphe propriétés). Autrement dit : le corps des nombres rationnels et ses extensions (comme le corps des nombres réels ou celui des nombres p-adiques) sont parfaits.

- Tout corps algébrique sur un corps parfait est lui-même un corps parfait (cf le paragraphe propriétés).

- En revanche, en caractéristique non nulle p (un nombre premier), tous les corps ne sont pas parfaits. Considérons L=Fp(X) le corps des fractions rationnelles sur le corps fini de cardinal p, K le sous-corps Fp(Xp), et le polynôme irréductible P(Y)=Yp-Xp de K[Y]. Alors l'élément X de L est racine multiple (d'ordre p) de P(Y), qui n'est donc pas séparable.

## Propriétés

### Critère de séparabilité
L'analyse des extensions séparables permet d'établir des critères de séparabilité d'un polynôme ou d'une extension.
1. Un polynôme est séparable si et seulement s'il est  premier avec sa dérivée formelle.
2. Un polynôme irréductible est séparable si et seulement si sa dérivée formelle n'est pas nulle.
3. Supposons K de caractéristique p et P(X) un polynôme irréductible. Il est séparable si et seulement s'il n'existe pas de polynôme Q(X) dans K[X] tel que l'on ait l'égalité P(X)=Q(Xp).
4. Soient L une extension algébrique de K et M une extension algébrique de L. Alors M est séparable sur K si et seulement si M est séparable sur L et L est séparable sur K.
5. Tout corps algébrique sur un corps parfait est lui-même un corps parfait.

Les propriétés 1 à 4 sont démontrées dans l'article détaillé et la 5 se déduit immédiatement de la 4.

### Caractérisation des corps parfaits
Théorème —  
Un corps {\displaystyle K} est parfait si et seulement s'il est de caractéristique nulle ou, lorsqu'il est de caractéristique {\displaystyle p>0}, si l'endomorphisme de Frobenius {\displaystyle x\mapsto x^{p}} est surjectif (autrement dit tout élément de K possède une racine p-ième dans {\displaystyle K}). En particulier tout corps fini est parfait.